# Luidia ludwigi
Luidia ludwigi is een kamster uit de familie Luidiidae.
De wetenschappelijke naam van de soort werd in 1906 gepubliceerd door Walter Kenrick Fisher.